# Roger Gläser
Roger Gläser (* 1967) ist ein deutscher Chemiker und Hochschullehrer.

## Leben
Roger Gläser studierte von 1987 bis 1993 Chemie an der Universität Stuttgart. Im Jahr 1997 promovierte er über die Alkylierung von Naphthalin mit Alkoholen an mikro- und mesoporösen Molekularsiebkatalysatoren in gasförmiger und überkritischer Reaktionsphase. Anschließend forschte er am Georgia Institute of Technology. 2007 folgte die Habilitation über Überkritisches Kohlendioxid als Medium für die Herstellung und Nutzung von Platin-Trägerkatalysatoren. Seither ist er Professor für Technische Chemie mit dem Schwerpunkt Heterogene Katalyse an der Universität Leipzig. Von 2016 bis 2019 war er außerdem Prodekan der Fakultät für Chemie und Mineralogie, ehe er von 2019 bis 2022 Dekan der Fakultät war. Von 2022 bis Anfang Juni 2025 war in Leipzig Prorektor für Talententwicklung. Gläser ist außerdem seit 2021 Mitglied des Gremiums Ombudsman für die Wissenschaft.
Gläsers Forschungsschwerpunkte sind die Entwicklung und Erprobung von Adsorbentien und Katalysatoren mit einer definierten Nanoporosität. Sein h-Index liegt bei 41.